# Corynoptera ponapensis
Corynoptera ponapensis är en tvåvingeart som beskrevs av Wallace A. Steffan 1969. Corynoptera ponapensis ingår i släktet Corynoptera och familjen sorgmyggor. Inga underarter finns listade i Catalogue of Life.